# Lancia Gamma
La Lancia Gamma è un modello di automobile introdotto dalla Lancia nel 1976 e rimasto in produzione fino al 1984, rappresentando l'ammiraglia della casa automobilistica.

## Genesi
La tradizione Lancia nel settore delle automobili di gran classe a metà anni sessanta incominciò ad entrare in discussione. La progettazione di nuovi modelli, con l'avvento del prof. Antonio Fessia alla direzione tecnica della casa, si era difatti concentrata sino a quel momento prevalentemente nella realizzazione di vetture di classe media (vedi Appia terza serie e progetto Flavia/Fulvia) con cilindrate piuttosto contenute. Le varie versioni della Flaminia, dotate tra l'altro di motori poco parsimoniosi a 6 cilindri da 2,8 litri incominciavano a mostrare i primi segni dell'età, e per arginare una prevedibile perdita di mercato di questi modelli si cercò di aumentare progressivamente la cilindrata della Flavia, dagli iniziali litri 1,5 ai 2 litri di fine decennio, in modo da tenere testa ad una concorrenza sempre più spietata. La Flavia indubbiamente ne guadagnò, e nel 1971 arrivò con il nuovo nome di 2000 pure al capolinea della sua evoluzione. Nel frattempo, la Flaminia e le sue derivate erano già uscite di listino e l'azienda dovette quindi pensare a un nuovo progetto di autovettura capace di potersi reinserire di prepotenza nel novero delle grandi firme.
Così, una volta superata l'acquisizione della Lancia da parte di FIAT, si decise di mettere in cantiere lo studio di una nuova ammiraglia, sotto la denominazione progettuale Y2, così da distinguere il progetto da quello della Beta, che in quel momento era ancora denominata semplicemente Y1. La cilindrata di questa autovettura doveva inoltre risultare superiore ai 2 litri, e per ottenere un propulsore adeguato bisognava scegliere tra diverse piattaforme:
- Evoluzione del 6 cilindri a V De Virgilio della Flaminia.
- Evoluzione del collaudato 4 cilindri boxer della Flavia.
- Utilizzo dei propulsori della nuova proprietà Fiat e di origine Dino Ferrari (come fu fatto nel 1973 per la Stratos).

Dopo almeno tre anni di congetture e proposte, l'ufficio progetti in accordo con i vertici Fiat optò per la tecnologia boxer, disegnando quindi un motore completamente nuovo a 4 cilindri con alberi a camme in testa tutto in lega d'alluminio e con soluzioni tecnologiche avanzate. La cilindrata di questo propulsore risultò poi pari ai 2,5 litri e la leggerezza era ai vertici fra i motori di pari cilindrata dell'epoca. Le caratteristiche ottenute permettevano quindi una elevata coppia motrice ai bassi regimi e una buona erogazione di potenza in quelli massimi. Insomma, ciò che serviva per equipaggiare una berlina di rappresentanza ma anche un elegante e comoda coupé di gran classe; incarichi che la Fiat lascerà quasi totalmente nelle mani dei tecnici dello stabilimento Lancia di Borgo san Paolo, coadiuvati dalla Pininfarina, che disegnerà sia la berlina che la Coupé della Gamma.
| Versione                            | Anni             | Esemplari |
| Lancia Gamma 2000 1ª serie          | dal 1976 al 1980 | 4.553     |
| Lancia Gamma 2500 1ª serie          | dal 1976 al 1980 | 5.942     |
| Lancia Gamma 2000 2ª serie          | dal 1980 al 1984 | 2.465     |
| Lancia Gamma 2500 2ª serie          | dal 1980 al 1984 | 600       |
| Lancia Gamma 2500 IE 2ª serie       | dal 1980 al 1984 | 1.712     |
| Lancia Gamma 2000 Coupé 1ª serie    | dal 1976 al 1980 | 1.978     |
| Lancia Gamma 2500 Coupé 1ª serie    | dal 1976 al 1980 | 2.337     |
| Lancia Gamma 2000 Coupé 2ª serie    | dal 1980 al 1984 | 1.265     |
| Lancia Gamma 2500 IE Coupé 2ª serie | dal 1980 al 1984 | 1.209     |
| Totale                              | Totale           | 22.061    |

## La berlina
La Gamma berlina venne presentata in contemporanea al modello Coupé in occasione del 46º Salone dell'automobile di Ginevra, nel giugno del 1976 (anche se la commercializzazione della coupé partì solo nel '77). Le caratteristiche della berlina erano ancora una volta in controtendenza, come nella miglior tradizione di casa Lancia, rispetto alla concorrenza.
La Gamma offriva un elevato contenuto di tecnica progettuale, di avanzata impostazione, di signorilità nelle finiture e nel comfort. La trazione anteriore (all'epoca non ancora così diffusa tra le grandi cilindrate, a parte Citroën), il disegno a 2 volumi della carrozzeria con coda fastback, l'ottimo cx (circa di 0,37), la notevole spaziosità degli interni che fecero della Gamma una valida berlina da famiglia.
In base all'accordo PARDEVI, tra la Fiat e il costruttore francese Citroen, il pianale condivideva diverse soluzioni già in uso sulla Citroën CX, ma meccanicamente la Gamma era dotata di un motore integralmente sviluppato e prodotto dalla Lancia, disponibile in due diverse cilindrate, di 1999 e 2484 cm³ che sviluppavano una potenza, rispettivamente, di 120 e 140 CV e con velocità massima di 185 km/h per la versione 2 litri e 195 km/h per la versione 2,5 litri. I modelli 2 litri furono realizzati esclusivamente per il mercato italiano, allo scopo di evitare l'IVA al 38% imposta sui veicoli di oltre 2000 cm³. Della Gamma berlina prima serie, costruita dal 1976 al 1980, furono prodotti 4.553 esemplari con motore 2 litri e 5.942 esemplari con motore 2,5 litri.
Nella prova tratta dalla rivista Quattroruote del 1978 la Gamma diede prova di un ottimo comportamento (la 2 litri pur non raggiungendo la velocità dichiarata dalla casa torinese fu comunque in grado di superare i 180 km/h a dispetto di un peso superiore ai 1400 kg contro i 194 km/h raggiunti dalla versione 2500), con una tenuta di strada apprezzabile e ottimi freni ma con un abitacolo un po' barocco nelle finiture.
A quattro anni dalla presentazione, nel 1980, l'ammiraglia Lancia fu oggetto di un restyling (seconda serie) e al modello furono apportate una serie di migliorie. La novità più interessante era costituita dalla versione equipaggiata con il motore 2,5 litri al quale fu applicata l'iniezione elettronica Bosch "L-Jetronic", mentre le versioni 2.0 e 2.5 a carburatore (quest'ultima riservata all'esportazione) restarono invariate (tranne la 2000 che subì un decremento della potenza massima che ora si attestava a 116 CV). Le modifiche apportate al corpo vettura, comuni a tutta la linea Gamma, comprendevano una nuova calandra, una presa d'aria sotto il paraurti anteriore e pneumatici ribassati. All'interno, invece, fu rivista la plancia comandi, fu rinnovato il pomello della leva del cambio, i sedili in pregiato tessuto Zegna furono ridisegnati e furono aggiunti l'orologio digitale, la luce di cortesia temporizzata e una luce di lettura orientabile. Contestualmente si cercò di porre rimedio ad alcuni problemi di gioventù che ne avevano pregiudicato fino a quel momento le vendite, come il malfunzionamento della pompa del servosterzo, della cinghia di distribuzione e del sistema di azionamento delle valvole.
La produzione della Gamma berlina seconda serie ammontò a 2.465 esemplari con motore 2 litri a carburatore, 600 esemplari con motore 2,5 litri a carburatore (destinati all'esportazione) e 1.712 esemplari con motore 2,5 litri i.e. Il totale complessivo di produzione della Lancia Gamma berlina (prima e seconda serie), costruita nello stabilimento Lancia di Chivasso, fu quindi di 15.272 esemplari. La Gamma restò in produzione fino al 1984, quando fu sostituita dalla Thema. Nello stesso anno era apparso un prototipo di berlina a tre volumi basato proprio sulla Gamma berlina "la 3V", di cui manteneva il terzo finestrino laterale, ma con una coda dall'aria assai più convenzionale. La meccanica della Gamma fu utilizzata per un esperimento dell'Italdesign condotto da Giorgetto Giugiaro chiamato "Megagamma", con carrozzeria monovolume, nonostante le buone soluzioni di versatilità non ebbe alcun seguito commerciale.

## Il modello coupé

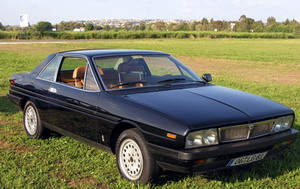
Lancia Gamma coupé

La linea della Lancia Gamma Coupé, disegnata da Aldo Brovarone e prodotta da Pininfarina, fu molto apprezzata ed è considerata da molti ancora attuale anche a distanza di tanto tempo per via delle proporzioni eleganti e classiche. L'esercizio stilistico è risultato migliore di quello delle sue antenate, sia la Flaminia coupé, più vistosa e mastodontica, sia la 2000 coupé, più seriosa e tozza. Con la Gamma Coupé Lancia trovò finalmente la giusta erede del modello Aurelia B20. L'autovettura era, sostanzialmente, una quattro posti con meccanica identica a quella della berlina, salvo il passo accorciato di 11,5 cm. Rispetto alla berlina, ovviamente, cambiava l'impostazione stilistica. La posizione di guida era del tutto particolare e comunque lo spazio non era quello che ci si sarebbe aspettati da una coupé, anzi sembrava addirittura eccessivo.
Nella meccanica, questa Gran Turismo torinese a 3 volumi suscitò, all'esordio, grandi elogi. Alla guida si apprezzavano subito le doti di tenuta di strada confrontabili con le autovetture attuali. Il merito era sicuramente del binomio fra la trazione anteriore ed il motore boxer basso e leggero. La frenata, agevolata dal circuito Superduplex Lancia, è paragonabile a quella di vetture moderne e non fa rimpiangere l'assenza dell'ABS. L'erogazione della potenza e una curva di coppia molto piatta inducono ad una guida sportiva di stampo turistico che si esalta in circuiti misti-veloci e non troppo tortuosi.
La produzione della Gamma Coupé prima serie, costruita dal 1976 al 1980, ammontò a 1.978 esemplari con motore 2.0 e 2.337 esemplari con motore 2.5.
Analogamente alla versione berlina, anche la Gamma Coupé venne sottoposta ad un leggero restyling nel 1980. Anche per la Coupé fu introdotto il motore da 2,5 litri a iniezione elettronica Bosch, che sostituì il precedente di pari cilindrata a carburatore. Inoltre divenne possibile richiederla con un cambio automatico a quattro rapporti. Le modifiche apportate al corpo vettura ed all'allestimento interno risultarono pressoché comuni a quelle della Gamma berlina.
Dal modello il carrozziere Pininfarina ricavò nel 1980 una berlina a quattro porte chiamata Gamma Scala, che fu esposta con successo di critica in numerosi saloni. Venne anche avanzata la proposta (appoggiata con discrezione dal mensile Quattroruote) di sostituire con questa vettura la berlina di serie, ma alla fine non se ne fece nulla. Fu anche ricavato un esemplare chiamato Gamma Spyder T-roof, una T-top nella quale i montanti posteriori erano uniti da un segmento centrale al parabrezza, rendendo possibile rimuovere le sezioni del tetto sopra il conducente e il passeggero anteriore, mentre il lunotto posteriore era stato sostituito con uno in plastica trasparente avvolgibile. Un altro tentativo di sviluppare il tema della Gamma Coupé in chiavi differenti fu fatto con l'esemplare Gamma Olgiata, una "shooting brake" analoga alla Beta HPE e stilisticamente altrettanto riuscita.
Della Gamma Coupé seconda serie furono prodotti 1.265 unità con motore 2.0 e 1.209 unità con motore 2.5 i.e. Il totale complessivo di produzione della Lancia Gamma Coupé (prima e seconda serie) fu quindi di 6.789 esemplari. La Gamma Coupé uscì di produzione nel 1984, lasciando un vuoto colmato solo nel 1996 con l'avvento della Lancia k coupé.

## Le versioni speciali

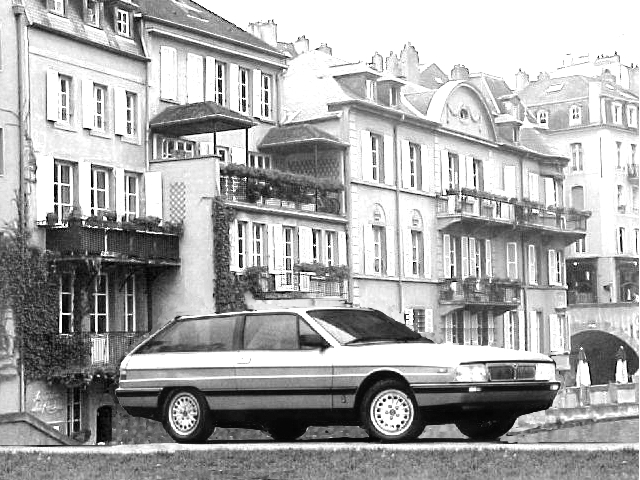
Il prototipo Lancia Olgiata della Pininfarina

In merito ai tre esemplari unici costruiti dalla Pininfarina su base Coupé, l'Olgiata, la Scala e la T.roof sono stati tutti e tre recuperati ed ora sono custoditi in Italia. In particolare:
- l'Olgiata fa parte di una grande collezione privata ed è in condizioni perfette.
- la Scala è stata riportata in Italia nella primavera del 2007, dopo essere appartenuta a vari collezionisti in Germania e Inghilterra.
- la T.roof è stata anch'essa recuperata in Inghilterra e riportata in Italia nel novembre 2009 ed anch'essa è in condizioni perfette.
Le ultime due, Scala e T.roof fanno parte della stessa collezione.

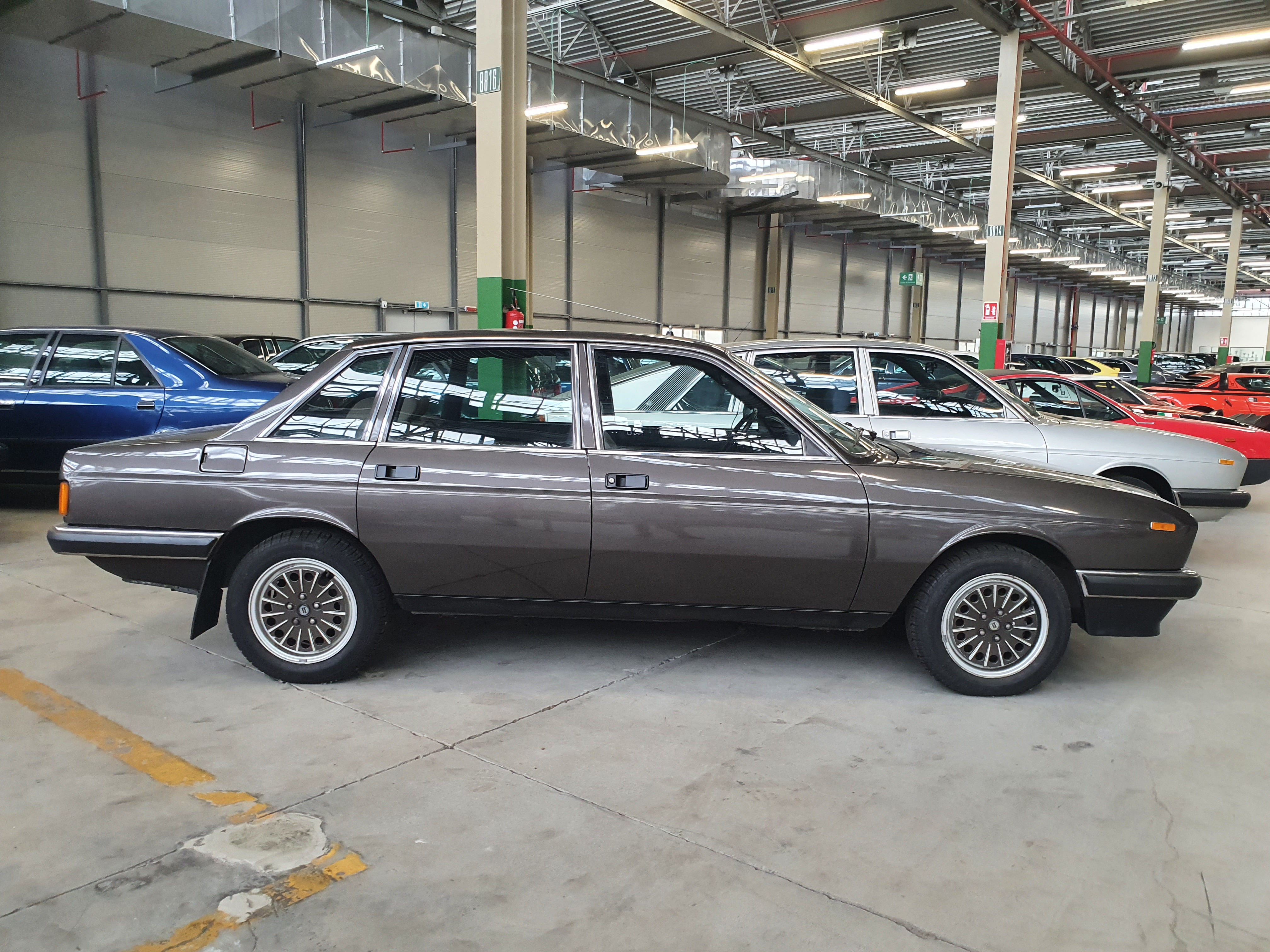
Lancia Gamma 3V esposta all’FCA Heritage

Esistono infine altri 2 differenti esemplari unici su base Lancia Gamma, la Megagamma costruita e proposta da Giugiaro come prima monovolume italiana e oggi di sua proprietà e la Gamma chiamata 3 V ovvero un esemplare prodotto e costruito dalla stessa Lancia nel 1980 sulla base carrozzeria della Gamma berlina di serie a 2 volumi ma ricavandone un terzo volume con l'eliminazione della "terza luce" posteriore e dei suoi montanti: operazione che era stata già effettuata e poi messa in produzione sulla Beta ricavandone la Beta Trevi; la cosa però non ebbe pari fortuna sulla Gamma di cui invece ne rimane un esemplare unico oggi custodito nella collezione Lancia assieme ad altri esemplari storici del marchio, saltuariamente esposta presso la sede FCA Heritage del Motor Village Mirafiori di Torino.
Da ricordare, infine, un esemplare di Coupé II serie 2500 personalizzato dalla carrozzeria Pavesi di Milano su commissione di uno sceicco arabo. Tale esemplare è caratterizzato da una vistosa verniciatura fiammeggiante bianca ed azzurra e da due altrettanto vistosi spoiler anteriore e posteriore. La vettura monta anche un tetto apribile a comando elettrico ma non è dotata di condizionatore. All'interno la vettura presenta interni in pelle ritappezzati secondo il disegno di serie ma in tinta bianca ed azzurra coordinati con la verniciatura. La personalizzazione comprende inoltre radica interna, un nuovo cruscotto, sempre in radica e pelle, bracciolo e frigobar. Meccanicamente si tratta di una Coupé 2500 II serie automatica ma con l'impianto di iniezione sostituito da due carburatori doppio corpo Dell'Orto DHLA 45. Tale vettura, a lungo data per dispersa, è riapparsa a fine 2013 in Francia dalle parti di Orléans in discrete condizioni e nel 2015 è stata recuperata e riportata in Italia. Ora fa parte della medesima collezione in cui sono custodite Scala e T.roof.

## Dati tecnici

### Motorizzazioni
| Modello         | Anni di produzione | Cilindrata cm³ | Potenza               | Coppia motrice          | Alimentazione | Accelerazione 0–100 km/h berlina/coupé (sec.) | Consumo medio (lx100 km) | Velocità massima berlina/coupé (km/h) |
| Gamma 2000      | dal 1976 al 1983   | 1999           | 89/85 kW (120/116 CV) | 172 N m a 3500 giri/min | Carburatori   | 11,4 / 10,9                                   | 10,2                     | 185 /185                              |
| Gamma 2500      | dal 1976 al 1983   | 2484           | 103 kW (140 CV)       | 208 N m a 3000 giri/min | Carburatori   | 10,8 / 9,4                                    | 10,5                     | 195 / 197                             |
| Gamma 2500 i.e. | dal 1980 al 1984   | 2484           | 103 kW (140 CV)       | 212 N m a 3000 giri/min | Iniezione     | 10,1 / 9,7                                    | 10,3                     | 195 / 195                             |